# Puig de Mill
El Puig de Mill és un turó de 521 m alt del terme comunal de Rodès, de la comarca del Conflent, a la Catalunya del Nord. És en el sector de Ropidera, a la meitat septentrional del terme de Rodès, situat a l'esquerra de la Tet. És a prop al nord-oest de Roca Sabardana i al nord del vilatge de Ropidera, on hi ha les restes de l'església de Sant Feliu de Ropidera.